# Élection présidentielle ukrainienne de 2010
L'élection présidentielle ukrainienne de 2010 s'est tenue les 17 janvier et 7 février 2010. Selon la Constitution, toute personne âgée d'au moins 35 ans et résidant en Ukraine depuis au moins dix ans pouvait briguer la magistrature suprême. Cette élection au scrutin uninominal majoritaire à deux tours, la cinquième depuis l'indépendance de l'URSS, a vu l'élection de Viktor Ianoukovytch à la présidence du pays, pour un mandat de cinq ans.
Des dix-huit candidats, c'est Viktor Ianoukovytch et Ioulia Tymochenko qui sont arrivés en tête du premier tour, avec respectivement 35,32 % et 25,05 % des voix. Contrairement à l'élection présidentielle de 2004, la Russie n'a pas officiellement soutenu l'un des deux candidats arrivés en tête ; en revanche, elle avait annoncé sa préférence envers Ianoukovytch et Tymochenko par rapport au président sortant, Viktor Iouchtchenko.
Le chef de l'opposition Viktor Ianoukovytch est élu président de l'Ukraine avec 48,95 % des voix contre 45,47 % pour Ioulia Tymochenko. Les partisans de cette dernière dénoncent des fraudes massives, bien que l'OSCE ait jugé le scrutin « transparent et honnête ».

## Modalités

### Mode de scrutin
En vertu de la Constitution de l'Ukraine, le président est élu pour cinq ans au suffrage universel direct. La législation précise qu’il est élu au scrutin uninominal majoritaire à deux tours : si aucun candidat n’obtient la majorité des suffrages au premier tour, un second tour est organisé trois semaines plus tard entre les deux candidats arrivés en tête.

### Dates de l’élection
Le premier tour de l’élection présidentielle se tient le dernier dimanche du dernier mois de la cinquième année du mandat du président sortant. Toutefois, en cas de démission ou de destitution du président, une élection anticipée est organisée dans les 90 jours.

### Candidatures
Les candidats à l’élection présidentielle doivent être citoyens ukrainiens, âgés d’au moins 35 ans, résider dans le pays depuis au moins dix ans au jour du scrutin et maîtriser la langue ukrainienne.

## Candidats
Le chef de l'État sortant, Viktor Iouchtchenko, leader de la « révolution orange », a annoncé sa volonté de briguer un second mandat, malgré des sondages défavorables. L'ancien Premier ministre, Viktor Ianoukovytch, candidat perdant du second tour de l'élection présidentielle de 2004, fait également acte de candidature.
De son côté, l'ancienne alliée du président sortant Iouchtchenko et actuelle Premier ministre, Ioulia Tymochenko, a annoncé, le 7 juin 2009, sa candidature à la présidence de la République et a été investie par son parti le 24 octobre suivant. Le 5 avril 2009, l'ancien président de la Rada, Arseni Iatseniouk a dévoilé son intention de se lancer dans l'élection.
Au total, dix-huit candidats briguent le palais Mariyinsky.
Les neuf candidats arrivés en tête :

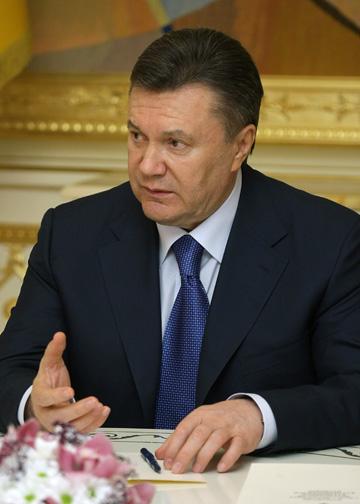
Viktor Ianoukovytch (Parti des régions)
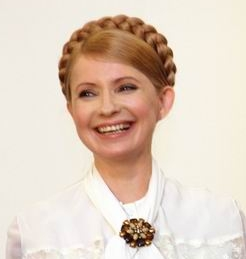
Ioulia Tymochenko (Bloc Ioulia Tymochenko)
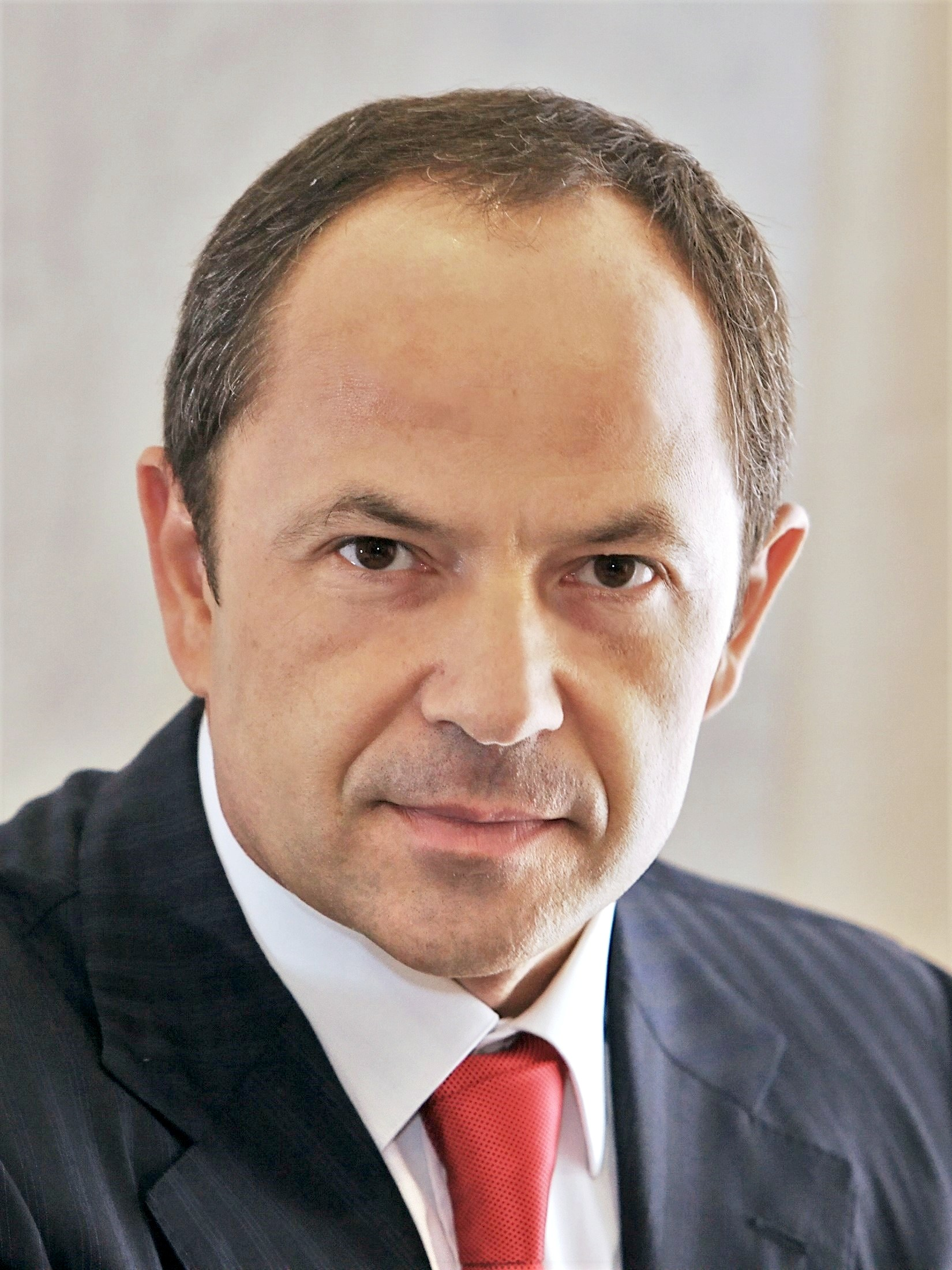
Serhiï Tihipko (Parti travailliste)
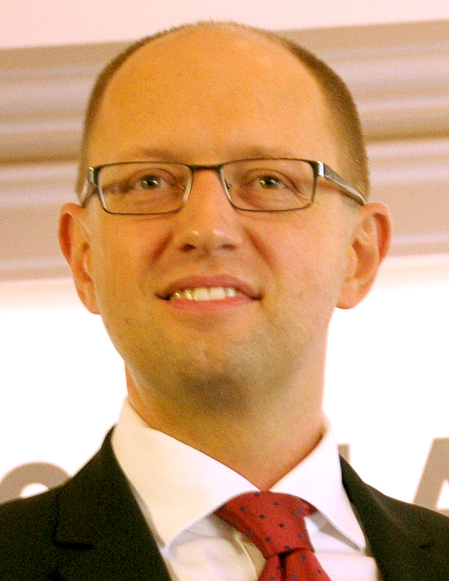
Arseni Iatseniouk (Front pour le changement)
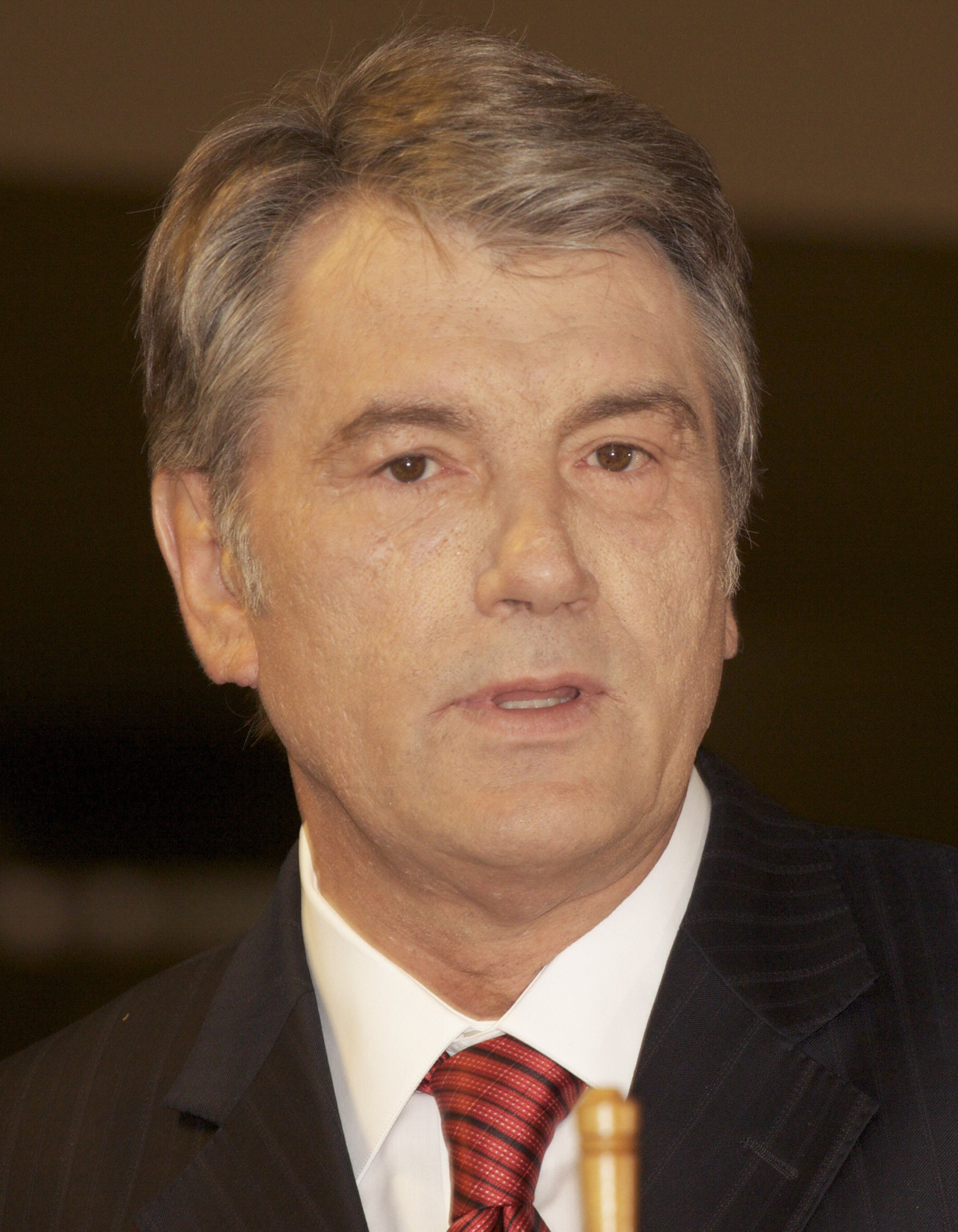
Viktor Iouchtchenko (Notre Ukraine)
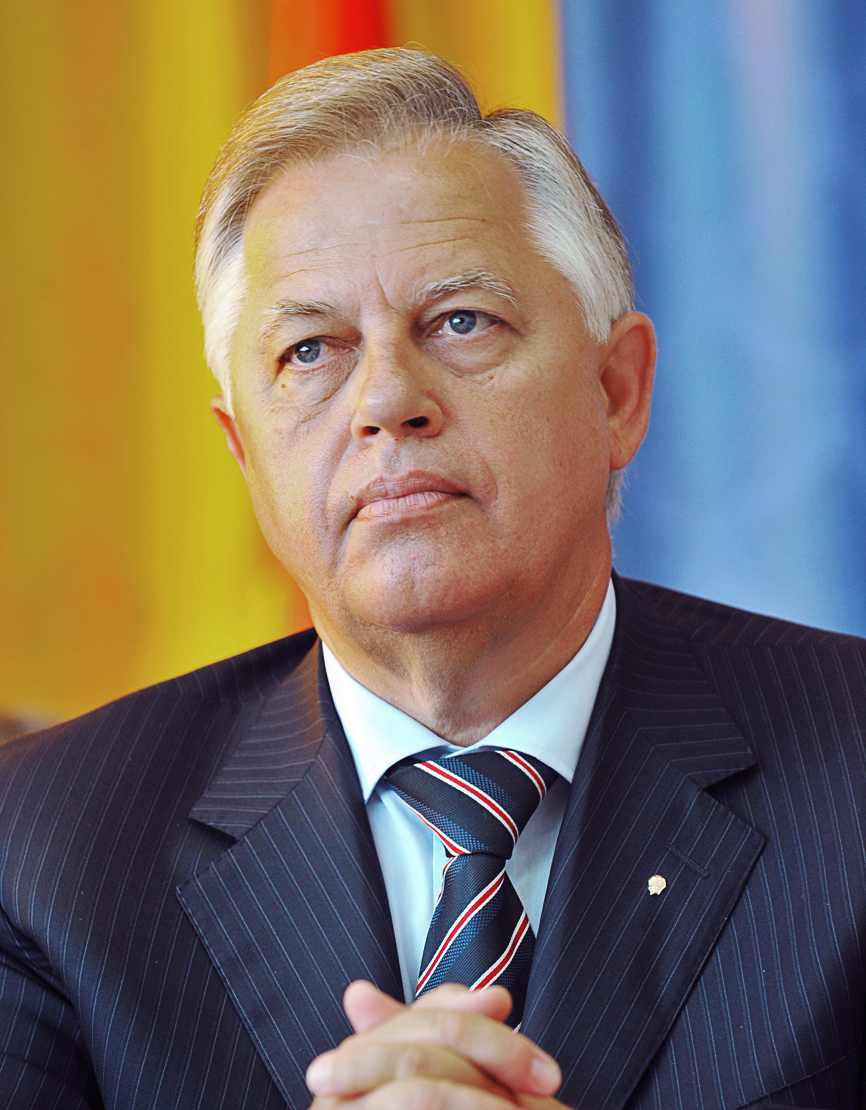
Petro Symonenko (Parti communiste d'Ukraine)
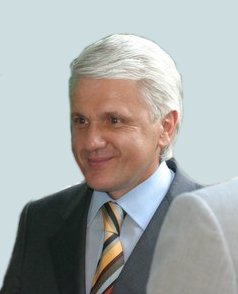
Volodymyr Lytvyn (Parti populaire)
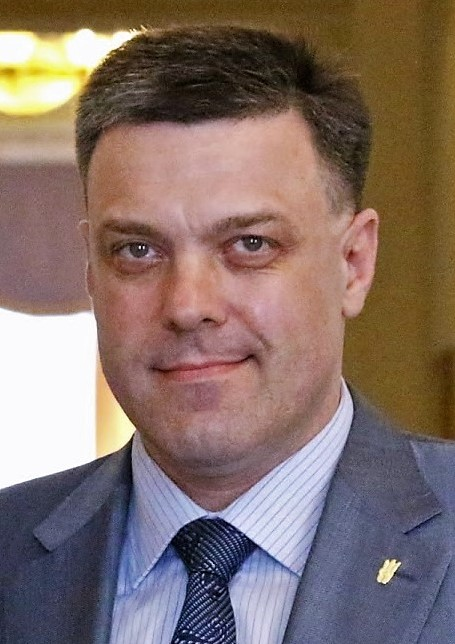
Oleh Tyahnybok (« Liberté »)
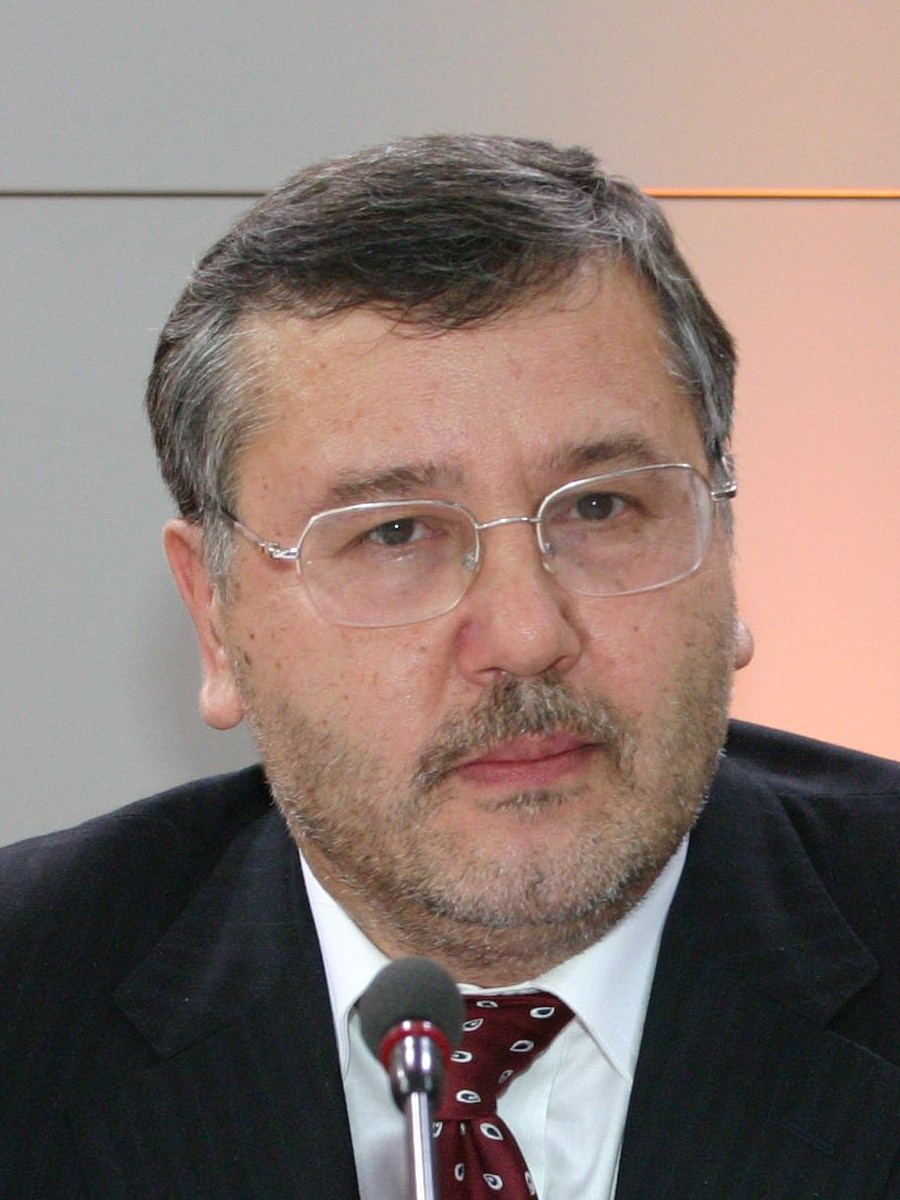
Anatoliï Hrytsenko (dissident de Notre Ukraine)

## Campagne électorale
Selon Oxford Analytica, la relation entre le président Iouchtchenko et son Premier ministre se serait extrêmement dégradée du fait de la recherche d'alliés par le président Iouchtchenko, en vue de sa réélection.
Six mois avant le scrutin, Viktor Ianoukovytch déclare compter « sur une victoire dès le premier tour ». À cette date, les candidats les plus populaires sont Viktor Ianoukovytch et Ioulia Tymochenko, talonnée par le jeune Arseni Iatseniouk.
Le 1er février 2010, Viktor Ianoukovytch refuse de prendre part à un débat télévisé contre sa rivale Ioulia Tymochenko, réputée formidable oratrice, qui s'est retrouvée seule avec le présentateur.

## Résultats

### Premier tour

Carte du taux de participation.

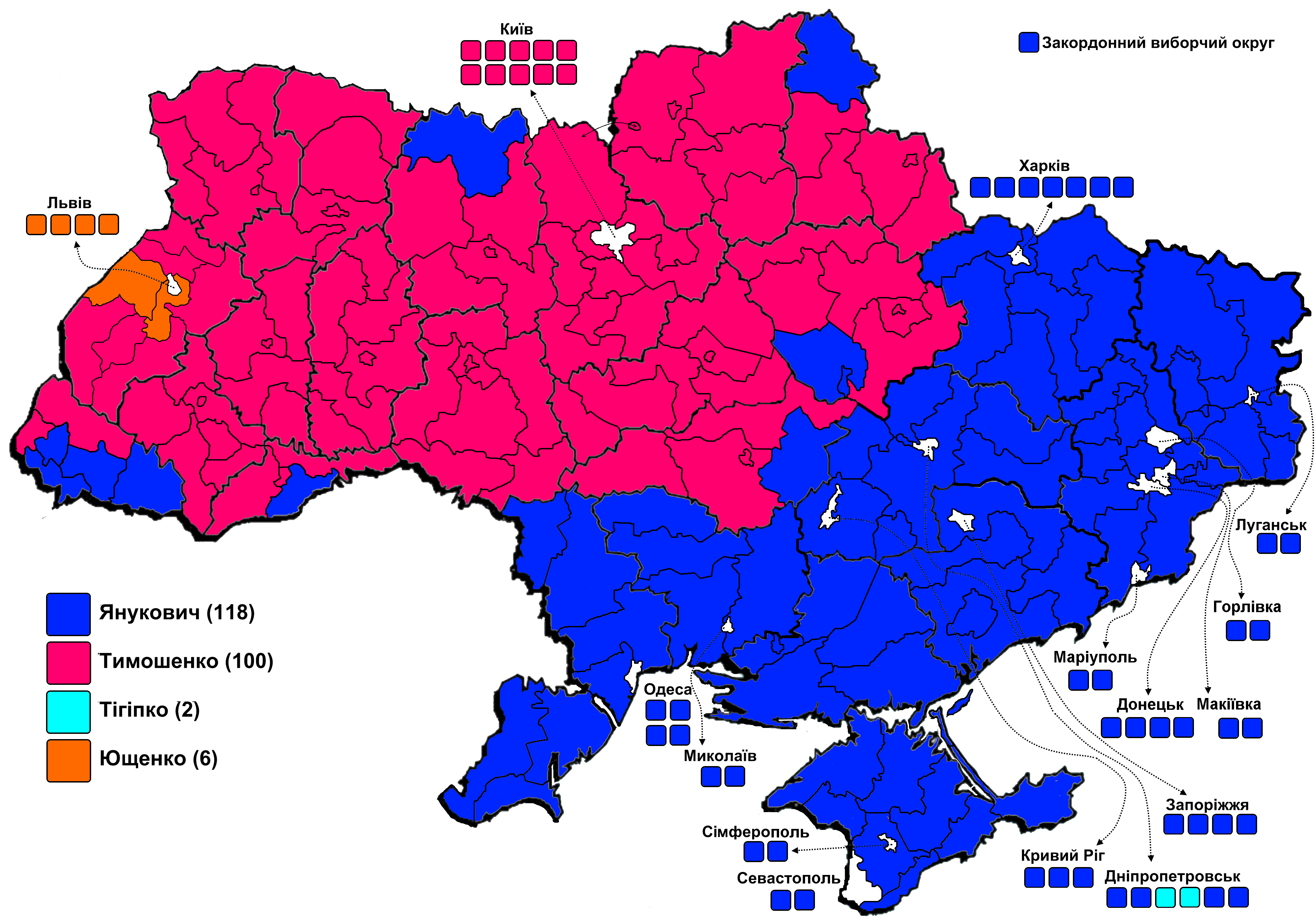
Candidats arrivés en tête dans les districts électoraux : Viktor Ianoukovytch en bleu, Ioulia Tymochenko en mauve, Sergueï Tiguipko en cyan et Viktor Iouchtchenko en orange.

Le taux de participation a atteint 66,76 %.
| Candidat            | Parti/coalition                  | Votes      | %       |
| ------------------- | -------------------------------- | ---------- | ------- |
| Viktor Ianoukovytch | Parti des régions                | 8 686 751  | 35,32 % |
| Ioulia Tymochenko   | Bloc Ioulia Tymochenko           | 6 159 829  | 25,05 % |
| Serhiï Tihipko      | Parti travailliste d'Ukraine     | 3 211 257  | 13,06 % |
| Arseni Iatseniouk   | Front pour le changement         | 1 711 749  | 6,96 %  |
| Viktor Iouchtchenko | Notre Ukraine                    | 1 341 539  | 5,45 %  |
| Petro Symonenko     | Parti communiste d'Ukraine       | 872 908    | 3,55 %  |
| Volodymyr Lytvyn    | Parti populaire                  | 578 886    | 2,35 %  |
| Oleh Tyahnybok      | Union panukrainienne « Liberté » | 352 282    | 1,43 %  |
| Anatoliï Hrytsenko  | Dissident de Notre Ukraine       | 296 413    | 1,20 %  |
| Inna Bohoslovska    | -                                | 102 435    | 0,41 %  |
| Oleksandr Moroz     | Parti socialiste d'Ukraine       | 95 169     | 0,38 %  |
| Yuriy Kostenko      | Parti populaire d'Ukraine        | 54 376     | 0,22 %  |
| Autres candidats    | -                                | 176 295    | 0,70 %  |
| Votes blancs        | -                                | 542 819    | 2,20 %  |
| Votes invalidés     | -                                | 405 789    | 1,65 %  |
| Total               | -                                | 24 588 268 | 100 %   |

Le président sortant et candidat à sa succession Viktor Iouchtchenko est lourdement sanctionné par les électeurs, son mandat étant jugé à l'origine d'une forte vague de déception et de désillusion au sein de l'opinion publique ukrainienne.

### Second tour

Carte du taux de participation.

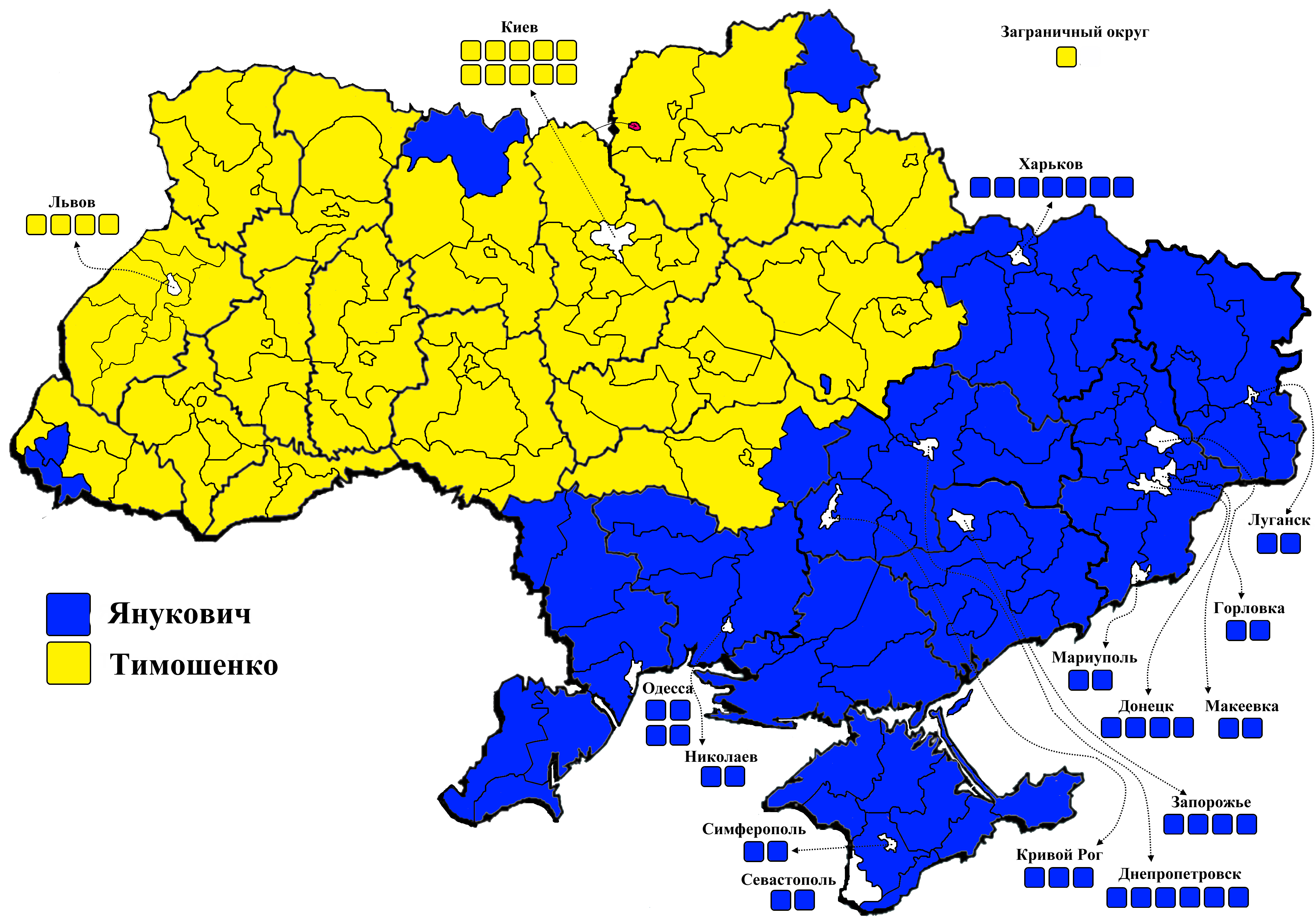
Candidats arrivés en tête dans les districts électoraux : Viktor Ianoukovytch en bleu, Ioulia Tymochenko en jaune.

Le taux de participation est plus élevé qu'au premier tour : 69,15 %.
| Candidat            | Parti/coalition        | Votes      | %       |
| ------------------- | ---------------------- | ---------- | ------- |
| Viktor Ianoukovytch | Parti des régions      | 12 481 268 | 48,95 % |
| Ioulia Tymochenko   | Bloc Ioulia Tymochenko | 11 593 340 | 45,47 % |
| Votes blancs        | -                      | 1 113 051  | 4,36 %  |
| Votes invalidés     | -                      | 305 844    | 1,19 %  |
| Total               | -                      | 25 493 503 | 100 %   |

Viktor Ianoukovytch a proclamé sa victoire le soir même du second tour, et a appelé Ioulia Tymochenko à démissionner de son poste de Premier ministre dans l'espoir de former une nouvelle majorité parlementaire qui lui serait favorable.
Mais l'écart, plus faible que prévu (moins de 900 000 voix), conduit les partisans de Tymochenko à dénoncer des fraudes massives dans l'Est du pays, et à réclamer l'annulation de l'élection. Les observateurs de l'Organisation pour la sécurité et la coopération en Europe (OSCE) ont néanmoins jugé le scrutin « transparent et honnête ». Ioulia Tymochenko retire finalement son recours en justice visant à invalider le résultat du scrutin le 20 février 2010.

Résultats obtenus au second tour par Viktor Ianoukovytch dans chaque oblast.
Résultats obtenus au second tour par Ioulia Tymochenko dans chaque oblast.